# نیژنی مویناک
نیژنی مویناک (انگلیسی: Nizhny Muynak) یک شهرک در شهرستان زیانچورینسکی استان باشقیرستان کشور روسیه است.